# Union Station (Denver)
Pour les articles homonymes, voir Union Station.
L'Union Station, ou la Gare de l'Union, est une gare historique des États-Unis située dans la ville de Denver au Colorado ; elle est implantée dans le quartier du LoDo.

## Histoire
La gare a ouvert ses portes en 1881. La structure d'origine a été détruite par un feu en 1894 et fut ensuite reconstruite dans le style Beaux-Arts.

### Futur
La gare et ses 79 ha de terrains devraient être connectés à la ligne de chemin de fer rapide FasTracks. Un concours pour architectes et ingénieurs fut réalisé en 2002 pour transformer la gare pour un budget de 900 millions de dollars.

## Service des voyageurs

### Desserte
À son apogée, la gare proposait quotidiennement aux voyageurs 80 trains affrétés par six compagnies. De nos jours la gare accueille toujours des voyageurs grâce aux compagnies :
- Amtrak[2] et son California Zephyr;
- Denver & Rio Grande Western Railroad et son Ski Train (une ligne pour le ski entre Denver et la destination de ski Winter Park);
- Lignes C, E et W du métro léger (RTD).